# 1903 en Colombie-Britannique
Chronologie de la Colombie-Britannique
- 1899
- 1900
- 1901
- 1902
- 1903
- 1904
- 1905
- 1906
- 1907

Cette page concerne des événements qui se sont produits durant l'année 1903 dans la province canadienne de Colombie-Britannique.

## Politique

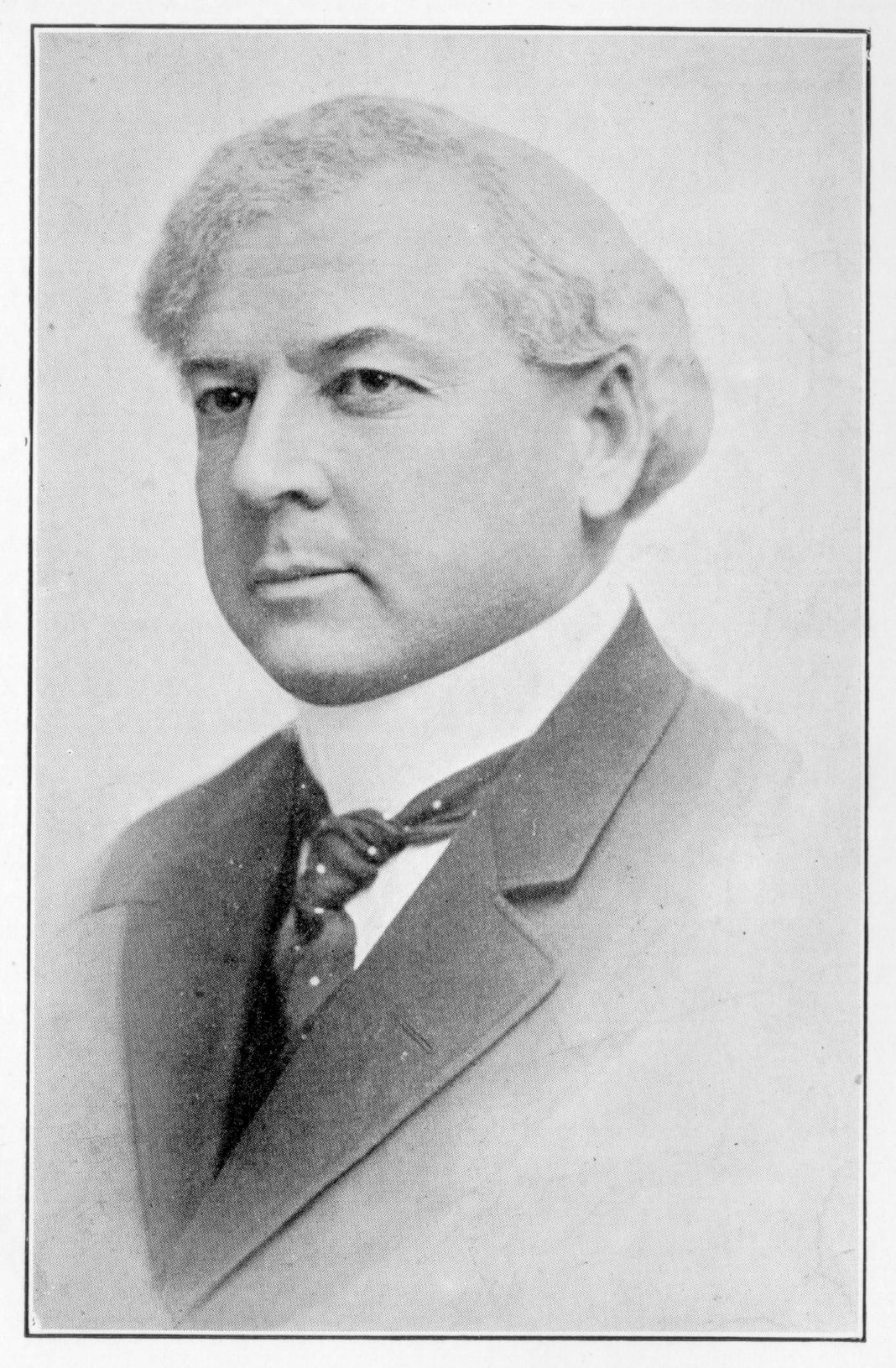
Richard McBride

- Premier ministre : Edward Gawler Prior puis Richard McBride.
- Chef de l'Opposition : James Alexander MacDonald
- Lieutenant-gouverneur : Henri-Gustave Joly de Lotbinière
- Législature :

## Événements

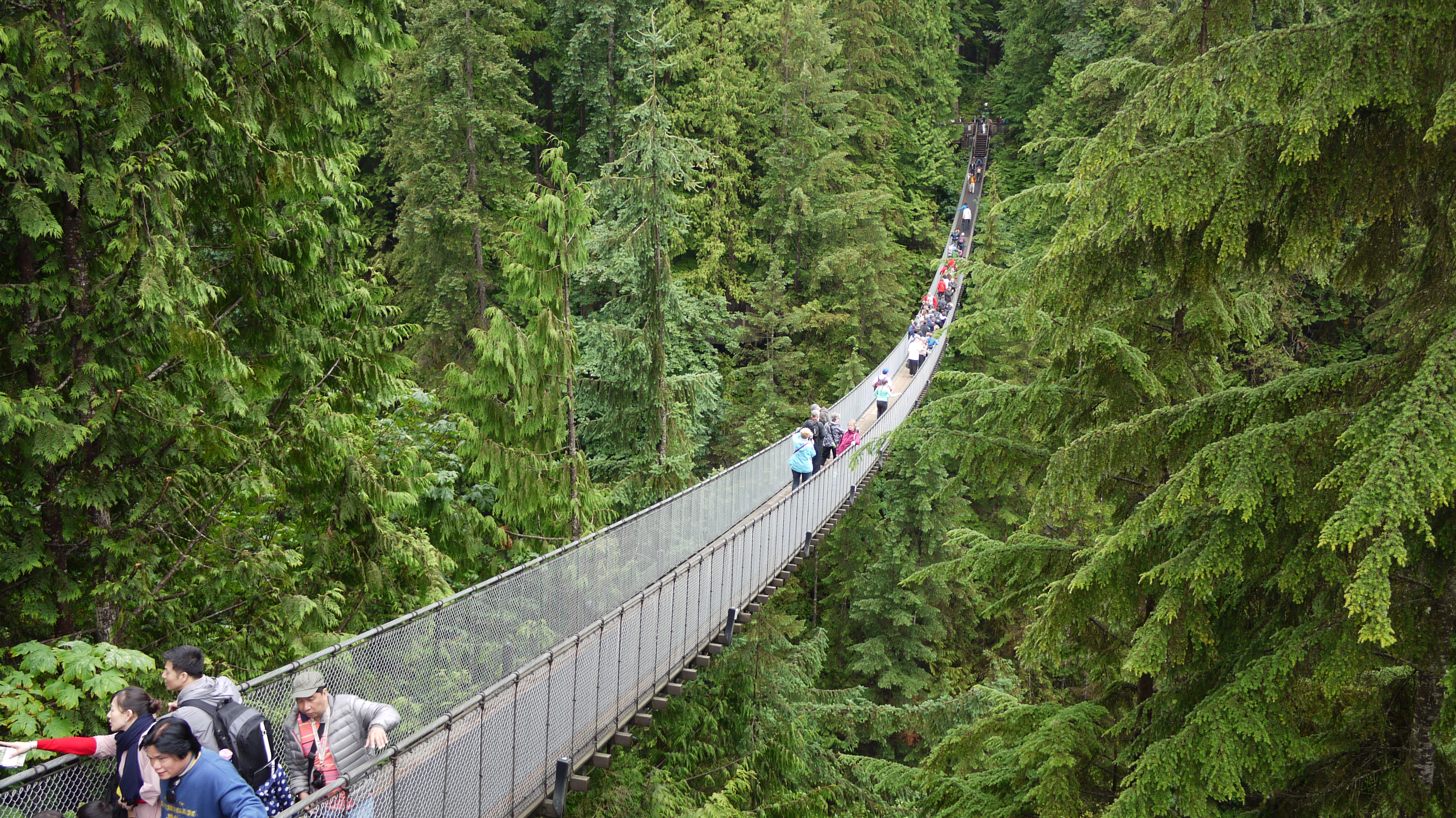
Capilano Suspension Bridge.

- Mise en service à North Vancouver d'un nouveau  Capilano Suspension Bridge , passerelle de 140 mètres de longueur, en acier, franchissant la Capilano river, remplaçant la passerelle en fibres naturelles construite en 1889[1].
- 3 octobre : élection générale britanno-colombienne de 1903. Les conservateurs de Richard McBride remportent cette élection.